# Rahewin
Rahewin (* unbekannt; † vor 1177) war Schreiber und Notar des Bischofs Otto von Freising und ist vor allem für seine Fortsetzung von Ottos Taten Friedrichs (Gesta Friderici) bekannt.

## Leben und Werk
Über seine Herkunft und Jugend ist nicht viel bekannt, möglicherweise stammte er aus Freising, das er patria mea nennt. 1144 wird er erstmals als cartularius (Urkundenschreiber) des Bischofs Otto von Freising erwähnt. Weitere Dokumente nennen ihn capellanus und notarius, ab 1156 auch canonicus (Domherr) der Freisinger Domkirche. Er wird in zahlreichen Urkunden als Schreiber oder Zeuge erwähnt, wobei die unterschiedlichsten Schreibweisen seines Namens vorkommen: Ragewinus, Radevicus, Reguinus, Rachwynus und viele andere.
Nach dem Diktat Ottos von Freising schrieb Rahewin die Chronica sive Historia de duabus civitatibus nieder und überreichte sie gemeinsam mit Abt Rapoto von Weihenstephan 1157 dem Kaiser Friedrich Barbarossa. Er begleitete Otto von Freising auf Reisen und war auch bei seinem Tod in der Zisterzienserabtei Morimond im September 1158 anwesend. Otto beauftragte Rahewin, sein unvollendetes Werk über die Taten Kaiser Friedrichs, die Gesta Friderici seu Cronica, zu beenden. Vermutlich überbrachte Rahewin dem Kaiser die Nachricht vom Tode Ottos, wobei der Kaiser den Auftrag bestätigte.
Rahewin schrieb Buch III und IV der Taten Friedrichs, die er 1160 vollendete. Er schildert Ereignisse im Zeitraum von August 1157 (Feldzug Friedrichs gegen Polen) bis Februar 1160 (Synode in Pavia, in der das Schisma zwischen Papst Alexander III. und Gegenpapst Viktor IV. beigelegt werden sollte).
Er verfasste auch lateinische Gedichte, darunter eine mehrere Hundert Verse umfassende Version der prosaischen Theophilus-Legende des Paulus Diaconus in gereimten Hexametern und ein Flosculus Rahewini ad H. praepositum. Zwei Grabinschriften für Otto sind in den Taten Friedrichs enthalten, eine davon in Vagantenstrophen und die andere in gereimten Hexametern.
Nach 1160 gibt es nur mehr spärliche Nachrichten über Rahewin. Zwei Urkunden für das Kloster Schäftlarn von 1168 und 1170 nennen ihn Propst von St. Veit. 1177 ist ein Konrad als Propst von St. Veit überliefert, so dass Rahewin wohl vorher verstorben war.